# Трихофитон
Трихофитон (лат. Trichophyton) — род грибков, который включает в себя паразитические виды, вызывающие микозы, в том числе эпидермофитию стопы, стригущий лишай, паховую эпидермофитию и прочие подобные инфекции ногтей, бороды, кожи и поверхности головы. Trichophyton характеризуется развитием как гладкостенные макро- и микроконидии. Макроконидии в основном сидят в боковом направлении непосредственно на гифах или на коротких ножках, тонко- или толстостенные, от булавовидных до веретеновидных, от 4—8 до 8—50 мкм в размерах. Макроконидий мало или отсутствуют у многих видов. Микроконидии от шаровидных, грушевидных до булавовидных или неправильной формы, размером 2—4 мкм.

## Виды
Геофильные виды предпочитают жить в почве. Антропофильные виды предпочитают заражать людей. Зоофильные грибки предпочитают заражать животных в большей степени, чем людей. Люди и животные являются естественными носителями для паразитических или дерматофитных грибов.
| Trichophyton ajelloi                      | геофил                            |
| Trichophyton concentricum                 | антропофил                        |
| Trichophyton equinum                      | зоофил (лошади)                   |
| Trichophyton flavescens                   | геофил (перья)                    |
| Trichophyton gloriae                      | геофил                            |
| Trichophyton megnini                      | антропофил                        |
| Trichophyton mentagrophytes var. erinacei | зоофил (ежи)                      |
| Trichophyton interdigitale                | антропофил                        |
| Trichophyton onychocola                   | геофил                            |
| Trichophyton phaseoliforme                | геофил                            |
| Trichophyton redellii                     | зоофил (летучие мыши)             |
| Trichophyton rubrum                       | антропофил                        |
| Trichophyton rubrum пушистый штамм        | антропофил                        |
| Trichophyton rubrum зернистый штамм       | антропофил                        |
| Trichophyton schoenleinii                 | антропофил                        |
| Trichophyton simii                        | зоофил (обезьяны, домашняя птица) |
| Trichophyton soudanense                   | антропофил                        |
| Trichophyton terrestre                    | геофил                            |
| Trichophyton tonsurans                    | антропофил                        |
| Trichophyton vanbreuseghemii              | геофил                            |
| Trichophyton verrucosum                   | зоофил (КРС, лошади)              |
| Trichophyton violaceum                    | антропофил                        |
| Trichophyton yaoundei                     | антропофил                        |

## Влияние на человека
Антропофильные разновидности вызывают различные формы дерматофитии, грибковой инфекции кожи. Эти виды кератинофильны — они получают питание растворяя кератины ногтей, волос и омертвевшей кожи.
Trichophyton concentricum вызывает черепицеобразный микоз — инфекцию кожи, проявляющуюся извержением ряда концентрических колец, образующие папулосквамозные патчи.
Trichophyton rubrum и Trichophyton interdigitale инфицируя стопу, вызывают дерматофитию стоп (стопа атлета), грибковые инфекции ногтевых пластин пальцев ног (tinea unguium, или онихомикоз), паховую дерматофитию (tinea cruris), и стригущий лишай (tinea corporis).
Инфекция легко может распространяться на другие участки тела, а также сохраняться на вещах и в окружающей больного среде (носки, обувь, одежда, душевые, ванны, полы, ковры и т.д.). Она может передаваться при прикосновениях, при контакте с зараженными частицами (отмершей кожей, частицами ногтей, волос) осыпающимися с носителя, и при контакте со спорами грибка.
Эти грибки процветают в теплых влажных темных местах, например, в роговых верхних слоях кожи между пальцами потной стопы внутри плотно закрытой обуви, или в отмерших частицах кожи на мокром полу общественных душевых. Споры устранить чрезвычайно трудно, и они распространяются повсюду.
Когда гифы грибка зарываются в кожу и высвобождают ферменты для растворения кератина, они могут вызвать раздражение нервных окончаний, что приводит к зуду. Зуд приводит к чесанию, что помогает переносить частички кожи и грибок распространяется на другие части тела хозяина. Царапины также облегчают распространение грибков вглубь кожи.